# Робърт Робинсън
Робърт Робинсън (на английски: Robert Robinson) е британски химик органик и лауреат на Нобелова награда за химия от 1947 г. за работата си по растителните багрила (антоциани) и алкалоидите.

## Биография
Робинсън е роден на 13 септември 1886 г. във фермерска къща близо до Честърфийлд, Дарбишър, Англия. Син е на Джеймс Робинсън, производител на хирургически потреби, и Джейн Дейвънпорт.
Робинсън учи в граматическото училище в Честърфийлд и в частното училище Фулнек. След това се записва да следва химия в Манчестърския университет, къде завършва с бакалавърска степен през 1905 г.
Назначен е за първи професор по чиста и приложна органична химия в школата по химия към университета в Сидни през 1912 г. За кратко работи в университета на Сейнт Андрюс в периода 1920 – 1922 г., след което приема позиция като ръководител на департамента по органична химия в Манчестърския университет. През 1928 г. се премества в Университетски колеж Лондон, където също остава две години. След това става професор по химия в Оксфордския университет от 1930 г. Неговото име носят университетски зали в Оксфорд, Манчестър, Ливърпул и Сидни.
Робинсън е силен аматьорски шахматен играч. Той представя Оксфорд в приятелски мач с отбор от Блечли парк през декември 1944 г., където губи от компютърния пионер Ървинг Джон Гууд. Впоследствие става президент на Британската шахматна федерация в периода 1950 – 1953 г. Заедно с Реймънд Едуардс издава книгата Изкуството и науката на шахмата (The Art and Science of Chess).
В периода 1939 – 1941 г. е президент на Химическото общество на Великобритания, през 1945 – 1950 г. е президент на Британското кралско научно дружество. Чуждестранен член на Националната академия на науките на САЩ от 1934 г. и на Академията на науките на СССР от 1966 г. Той е делегат на Великобритания на първата конференция на ЮНЕСКО през 1947 г.

### Научна дейност
Синтезирането му на тропинона, предшественика на кокаина, през 1917 г. е не само голяма стъпка в изучаването на алкалоидната химия, но също показва, че каскадните реакции при синтеза в един съд са способни да образуват бициклични молекули.
Той измисля символа на бензена с кръг в средата, докато работи в университета на Сейнт Андрюс през 1923 г. Също така той въвежда употребата на крива стрелкичка за обозначаване движението на електрон. Освен това Робинсън открива молекулните структури на морфина и пеницилина. През 1957 г. основава списание Tetrahedron заедно с още 50 редактори от оксфордското издателство Pergamon Press.
Робинсън има голям принос към определянето на подреждането на атомите в молекулите на морфина, папаверина, наркотина и други. Тези открития довеждат до успешното произвеждане на някои лекарства против малария.

### Личен живот
През 1912 г. Робинсън сключва брак с Гертруд Мод Уолш. След смъртта ѝ през 1954 г., той се жени за вдовицата Стърн Силвия Хилстром през 1957 г. Робърт Робинсън умира на 8 февруари 1975 г.